# Empire latin (notion)
Pour les articles homonymes, voir Empire latin.
L'empire latin est un concept forgé par le philosophe Alexandre Kojève dans un Memorandum intitulé L’Empire latin. Esquisse d’une doctrine de la politique française remis à Charles de Gaulle en août 1945, alors que ce dernier était à la tête du Gouvernement provisoire de la République française. Cette utopie politique décrit l'existence d'un empire à même contrer l'émergence des puissances allemandes et anglo-saxonnes. Cet empire est formé de la France, de l'Espagne et de l'Italie mais non du Portugal, rattaché à la sphère anglo-saxonne.
Cette notion a été reprise par le philosophe italien Giorgio Agamben dans un essai publié par le quotidien italien La Repubblica puis traduit et publié par le quotidien Libération. Agamben pointe la fragilité d'une «  Europe qui prétend exister sur une base strictement économique, en abandonnant toutes les parentés réelles entre les formes de vie, de culture et de religion ». Il appelle à « redonner à une réalité politique quelque chose de semblable à ce que Kojève avait appelé l’Empire latin ».
Ce point de vue est sujet à débat, notamment en Allemagne où il soulève de sévères critiques.